# كيرك ميتشيل
كيرك ميتشيل (بالإنجليزية: Kirk Mitchell)‏ (22 مارس 1950، باسادينا في الولايات المتحدة)؛ كاتب وروائي أمريكي.